# Distretto di Asutifi Nord
Il distretto di Asutifi Nord  (ufficialmente Asutifi North District, in inglese) è un distretto della regione di Ahafo del Ghana.